# Podlešín
Podlešín je obec v okrese Kladno, 24 km severozápadně od Prahy, asi 6 km východně od města Slaný. Správním územím je město Slaný. Žije zde 332 obyvatel. Dominantou Podlešína je železniční viadukt na trati Podlešín – Slaný a pískovcová skalní jehla.

## Historie
V údolí Svatojiřského potoka se podle knihy „Město Slaný a jeho památnosti” z roku 1928 již k roku 1052 připomíná počátek obce, resp. jistý Svérad z Podlešína. Ke kostelu vyšehradskému se třemi poplužními dvory patřily roku 1088 i tři vinice, ze kterých asi pochází jméno „Vinice“, které se dodnes dochovalo pro návrší severní strany hranic katastru Drnova.
Dle soupisu památek historických a uměleckých v politickém okrese slánském z roku 1904 připomíná se Podlešín v starších listinách jako Potlýštín, později pak Potleštín. V záznamu je uvedeno, že v hliníku cihelny Kocourkovy nynější číslo popisné 96 Ferdinanda Pokrupy bylo nalezeno letenské pohřebiště s bronzovými náramky a sponami typu duchcovského (uloženo v Zemském muzeu Pam. XV.182). Na rozhraní obce pod Bechovem bylo nalezeno sídliště z doby císařů římských s jámami popelnic, zvířecí kosti, tuhované střepy se žlábkovitými ozdobami, bronzová spona, železné struhy, železný rozpadlý předmět, brusle kostěná, kamenný brousek, hojné zbytky jeleních parohů řemeslně zpracovaných, pilkou řezaných (uloženo v Zemském muzeu Pam. XVII.420). Na obecním pozemku u zastávky dráhy poblíž domku č. p.95 byla nalezena vrstva kulturní se zbytky nádob typu hradištního (uloženo v Zemském muzeu Pam.XVI.742). Na protějším poli přes koleje dráhy byly vyorány nádobky únětického typu.
Balbín nazývá Podlešín hradem, je tedy možné, že věděl, kde tvrz stávala. V zakládající listině koleg. kostela svatého Václava ve Staré Boleslavi se tu připomíná také hrad. Nad obcí se vypíná na jihovýchodní straně táhlý vrch, který v roce 1872 prořízla Pražsko-duchcovská dráha a který až do dnešního dne nese své pojmenování „Ritterberg”. Z pojmenování této polohy se lze domnívat, že naznačuje hradiště nebo tvrziště, které němečtí kolonisté po třicetileté válce tak nazvali.
V okolí Podlešína na severní straně jsou zaniklé doly (nynější č. p. 60 a 62 a halda Maxmiliánka) na železnou rudu a uhlí. Dolové výměry patří Kamenouhelné společnosti v Kladně. Od Podlešína na straně jižní ve stráni zvané „za vrchem” jsou zaniklé doly Eliška I a II na rudku. Dolové výměry vlastnil Ing. Leopold z Prahy. V době dolování uhlí v katastru obce kolem roku 1852 byla obecní pečeť označena hornickými kladívky. Od roku 1865 byla zavedena nová obecní pečeť „Místní obec Podlešín”.

### Územněsprávní začlenění
Dějiny územněsprávního začleňování zahrnují období od roku 1850 do současnosti. V chronologickém přehledu je uvedena územně administrativní příslušnost obce v roce, kdy ke změně došlo:
- 1850 země česká, kraj Praha, politický i soudní okres Slaný[4]
- 1855 země česká, kraj Praha, soudní okres Slaný[4]
- 1868 země česká, politický i soudní okres Slaný[4]
- 1939 země česká, Oberlandrat Kladno, politický i soudní okres Slaný[5]
- 1942 země česká, Oberlandrat Praha, politický i soudní okres Slaný[6]
- 1945 země česká, správní i soudní okres Slaný[7]
- 1949 Pražský kraj, okres Slaný[8]
- 1960 Středočeský kraj, okres Kladno[9]

### Rok 1932
V obci Podlešín (637 obyvatel) byly v roce 1932 evidovány tyto živnosti a obchody: 3 cihelny, holič, 3 hostince, kolář, 2 kováři, 2 krejčí, mlýn, obuvník, 4 rolníci, 2 řezníci, sadař, 4 obchody se smíšeným zbožím, stavební družstvo Lidový dům, trafika, truhlář.

## Současnost
Dnes se na 419 ha rozléhá obec se 138 domy, dvěma hospodami, smíšeným zbožím, knihovnou a obecním úřadem. Obec nemá poštu, školu, zdravotnické zařízení ani policii. Má však vodovod, kanalizaci a je plynofikována. Průměrný věk činí 40,7 let.[kdy?]
Na návrší se z dob minulých tyčí rozlehlá kasárna (až do počátku 90. let zde bylo radarové stanoviště protivzdušné obrany Prahy), která jsou v současné době opuštěná. V podzemí bylo v osmdesátých letech 20. století umístěno velitelské stanoviště 71. protiletadlové raketové brigády. Mezi lety 1985 a 2003 byla odtud nepřetržitě zajišťována bezpečnost vzdušného prostoru nad Prahou. Od roku 2009 zde o.s. Bunkr Drnov buduje Muzeum studené války a protivzdušné obrany a objekt zpřístupňuje.
Jednou z nejdůležitějších staveb je nádražní budova 1873. Podlešín se vyznačoval také tím, že měl dvě nádraží, což bylo ojedinělé. Na cestě mezi nádražím a středem obce se nachází památný strom, jehož stáří se odhaduje na 150 let. Jedná se o lípu malolistou. Obvod kmene je 297 cm. Další památný strom se nachází na pozemku paní Blažkové a jedná se o dub letní. V současné době také probíhá v obci mapování starých a významných stromů pro jejich další ochranu a péči o ně.

## Doprava

### Pozemní komunikace
Do obce vedou silnice III. třídy. Ve vzdálenosti 2,5 km vede dálnice D7 Praha - Chomutov s exitem 18 (Slaný-jih).

### Železnice
Obec Podlešín leží na styku železničních tratí Kralupy nad Vltavou – Louny a Hostivice–Podlešín. Doprava byla v Podlešíně zahájena roku 1873 ve vystavěném úseku Praha Smíchov - Hostivice - Slaný, v úseku Podlešín - Zvoleněves byla zahájena až roku 1922. Současná železniční trať Kralupy nad Vltavou - Slaný - Louny je jednokolejná celostátní trať, přepravní zatížení v tomto úseku činilo v pracovních dnech roku 2011 obousměrně 1 spěšný vlak a 15 osobních vlaků. Současná železniční trať Hostivice - Středokluky - Podlešín  je jednokolejná celostátní trať, v roce 2011 po ní jezdily v létě 2 páry osobních vlaků o sobotách a nedělích.

### Veřejná doprava

#### 2011
V obci zastavovaly v pracovních dnech června 2011 autobusové linky Slaný-Zvoleněves-Kladno (2 spoje tam, 3 spoje zpět) (dopravce ČSAD Slaný, a.s.), Slaný- Zákolany (6 spojů tam i zpět) (dopravce Autodoprava LAMER, s.r.o.).

## Galerie

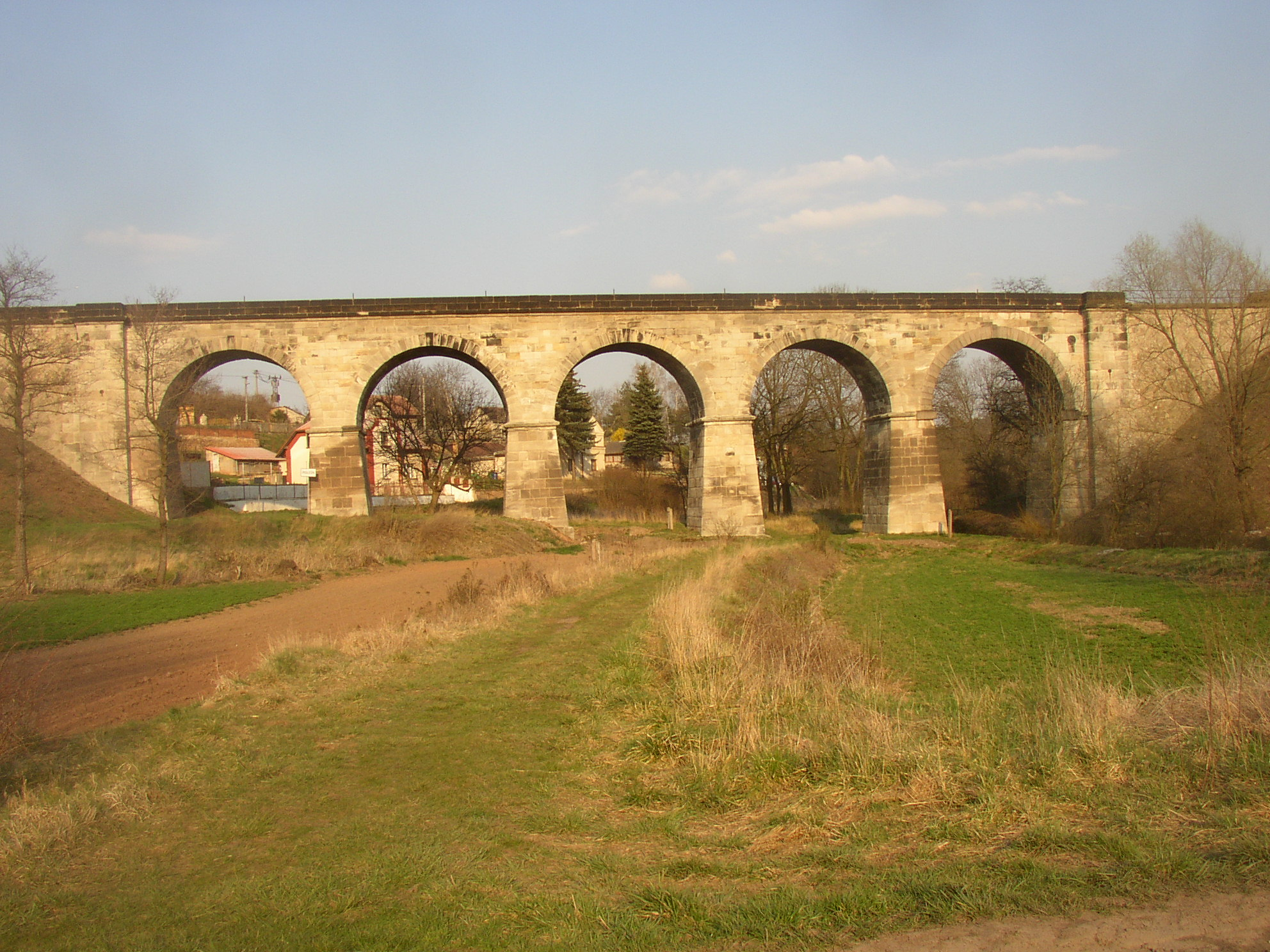
Podlešínský viadukt od západu
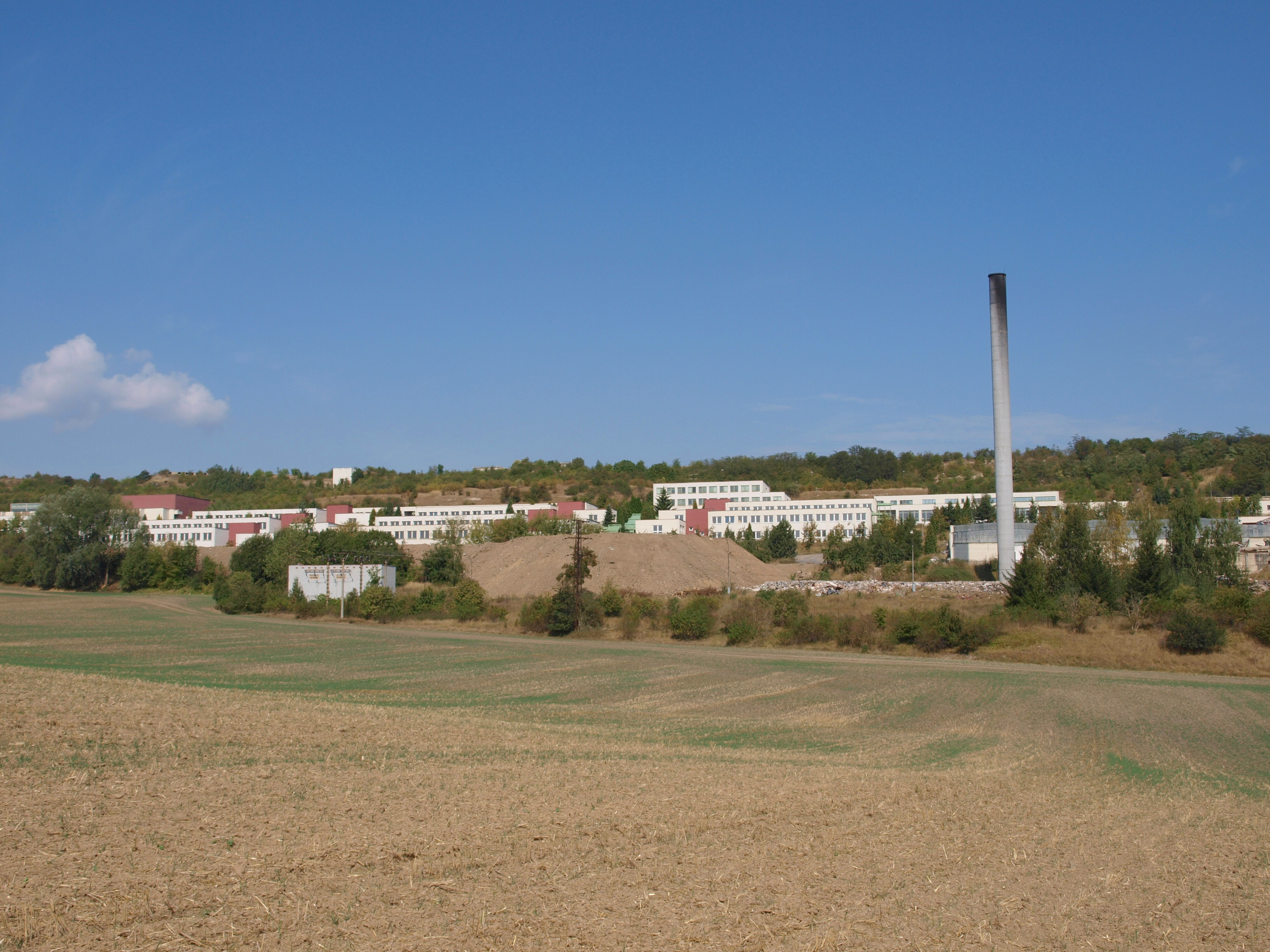
Bývalá kasárna PLRO nad obcí
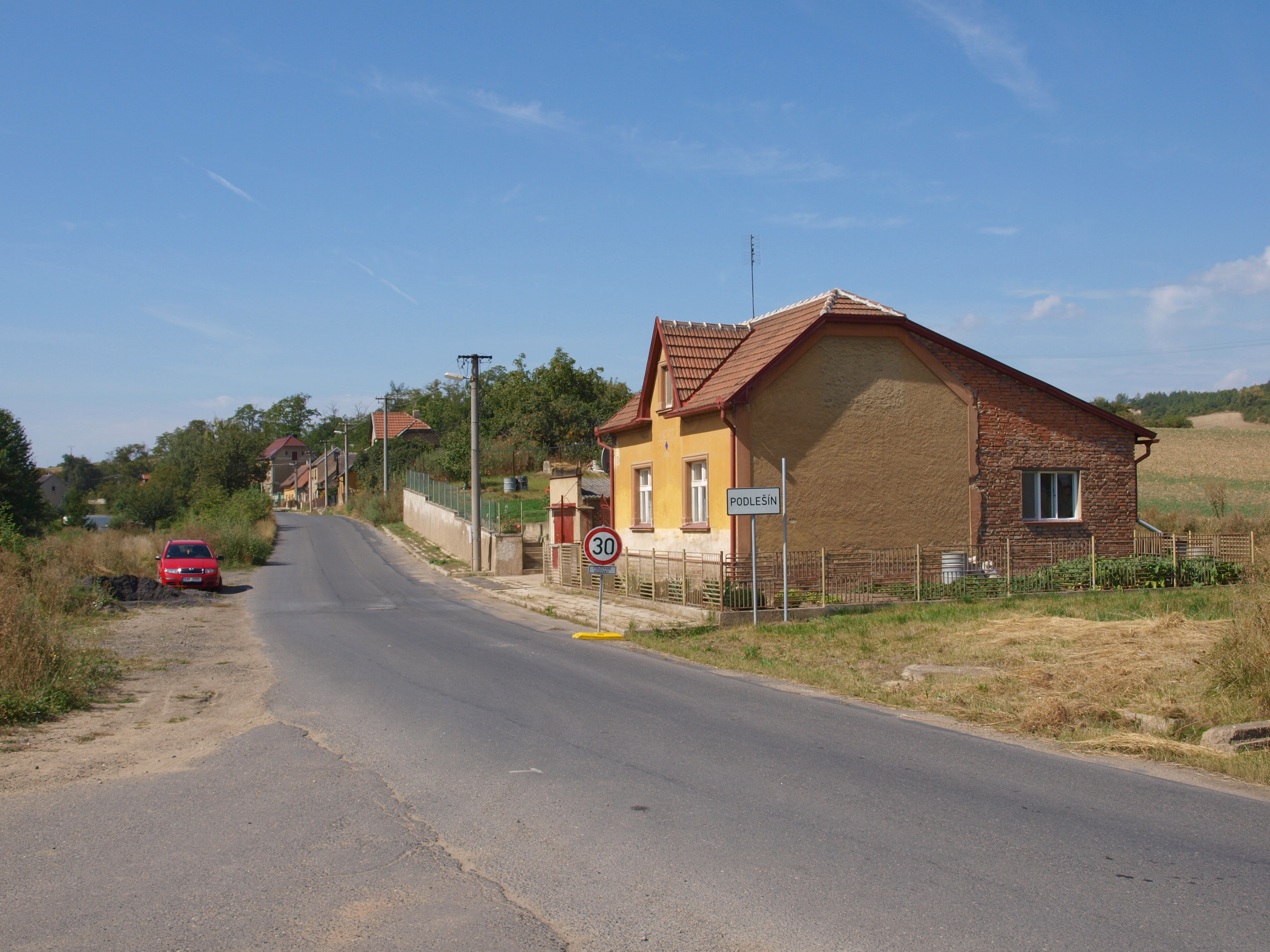
Konce obce u hranice s obcí Zvoleněves
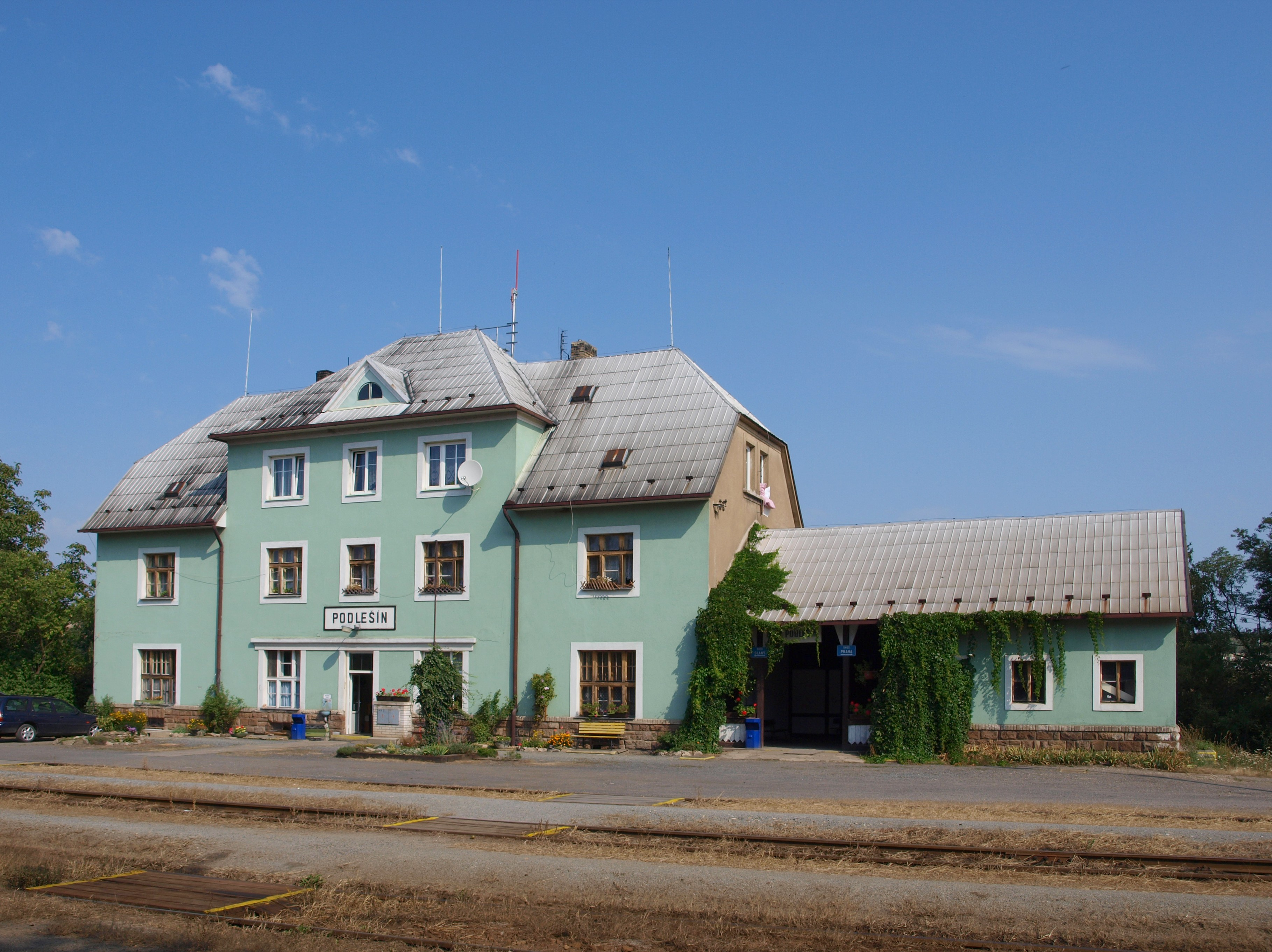
Nádraží